# Edwige-Éléonore de Holstein-Gottorp
Titres
Reine consort de Suède et de Finlande
24 octobre 1654 – 13 février 1660
(5 ans, 3 mois et 24 jours)
Duchesse consort de Brême-et-Verden
24 octobre 1654 – 13 février 1660
(5 ans, 3 mois et 24 jours)
Reine douairière de Suède-Finlande
13 février 1660 – 24 novembre 1715
(55 ans, 9 mois et 11 jours)
La princesse Hedwige Éléonore de Holstein-Gottorp (en allemand : Hedwig Eleonora von Schleswig-Holstein-Gottorf), née le 23 octobre 1636 au château de Gottorf (duché de Schleswig-Holstein-Gottorp) et morte le 24 novembre 1715 à Stockholm (Suède-Finlande), fut reine consort de Suède et de Finlande de 1654 à 1660.

## Biographie
Fille de Frédéric III de Holstein-Gottorp et de Marie-Élisabeth de Saxe.
Elle épousa le 24 octobre 1654 le roi Charles X Gustave de Suède. De cette union naîtra un fils :
- Charles (1655-1697), roi de Suède, épouse en 1680 Ulrique-Éléonore de Danemark (1656-1693).

Veuve dès 1660, elle exerça pendant 12 ans la régence pour son fils unique Charles et signa le traité d'Oliva qui rendait la Suède maîtresse de la mer Baltique. Elle fut aussi régente en 1697 et de 1700 à 1713 pour son petit-fils Charles XII de Suède alors en guerre contre la Russie.

## Lieu d'inhumation
La reine Edwige-Éléonore fut inhumée dans la crypte située sous la chapelle Caroline de l'église de Riddarholmen de Stockholm.

## Sources
- (sv) Cet article est partiellement ou en totalité issu de l’article de Wikipédia en suédois intitulé « Hedvig Eleonora av Holstein-Gottorp » (voir la liste des auteurs).